# Johann von Bülow
Pour les articles homonymes, voir von Bülow.
Johann von Bülow, né le 26 septembre 1972 à Munich (Allemagne), est un acteur allemand.

## Filmographie

### Au cinéma
- 1995 : Dans la forêt vierge après cinq heures (Das Nach Fünf im Urwald) : Nick
- 1996 : Das Superweib : Ticketer
- 2003 : Über Nacht
- 2005 : 3° kälter : Frank
- 2006 : Le Voyage d'hiver (Winterreise) : Holger 'Sparkasse' Mankewski
- 2006 : Die Österreichische Methode : Hans
- 2008 : L'Étranger en moi (Das Fremde in mir) : Julian Seidel
- 2009 : Berlin '36 : Karl Ritter von Halt
- 2009 : Lights
- 2009 : Ampelmann : Paul  /  Polizist
- 2010 : Das Leben ist zu lang
- 2010 : Les Jours à venir (Die kommenden Tage) : Arzt
- 2011 : Kokowääh : Feuerwehrmann
- 2011 : Mein Bruder, sein Erbe und ich : Johann Maier
- 2012 : Abend bei Freunden : Tobi
- 2012 : Le Club des 5 - le film (Fünf Freunde) : Polizist Hansen
- 2012 : Heiter bis wolkig : Dr. Seibold
- 2013 : Der Geschmack von Apfelkernen : Dr. Friedrich Quast
- 2014 : Le Labyrinthe du silence : Staatsanwalt Haller
- 2014 : Femmes en révolte (Die Schlikkerfrauen) : Sperlmann
- 2015 : Elser, un héros ordinaire (Elser) : Heinrich Müller
- 2016 : Frantz : Kreutz
- 2017 : Mein Blind Date mit dem Leben : Kleinschmidt
- 2017 : Rock My Heart : Dr. Korten
- 2017 : Mein rechter, rechter Platz ist frei : Gronewald
- 2025 : Exquis (Delicious) de Nele Mueller-Stöfen : Aki

### À la télévision
- 2008 : Sur un air de tango (Die Liebe ein Traum) de Xaver Schwarzenberger (téléfilm)
- 2014 : Haute Trahison (téléfilm)
- 2014 : L'Homme de fer (Götz von Berlichingen) (téléfilm)
- 2017 : Un enfant disparaît (téléfilm)
- depuis 2021 : Parlement (Martin Kraft)